# Phylloceras
Phylloceras ist eine Gattung mittelgroßer, glattschaliger, involuter (stark eingerollter) Ammoniten. Sie tritt nahezu weltweit über den gesamten Jura und Kreide auf.

## Erstbeschreibung und Benennung
Die Gattung Phylloceras wurde im Jahr 1865 von Eduard Suess erstbeschrieben. Ihre Bezeichnung ist ein Akronym aus den griechischen Wörtern φύλλον phyllon (Blatt) und κέρας keras (Horn), wobei phyllon auf die blattförmige Gestalt der Lobenlinie und keras auf die Einrollung in Form von Widderhörnern Bezug nimmt.

## Systematik
Die Gattung Phylloceras gehört zur Familie der Phylloceratidae (Unterfamilie Phylloceratinae) innerhalb der Überfamilie der Phylloceratoidea. Von ihr sind folgende Taxa bekannt:
- Phylloceras alpinum d’Orbigny
- Phylloceras apenninicum Canavari, 1896
- Phylloceras asperaense Hillebrandt, 2000
- Phylloceras baconicum Hantken, in Prinz, 1904
- Phylloceras bakeri Imlay, 1953
- Phylloceras cosanguineum Gemmellaro, 1876
- Phylloceras costatoradiatum Geyer, 1886
- Phylloceras cylindricum Sowerby, 1833
- Phylloceras doderleinianum Catullo, 1853
- Phylloceras fabricatum Simpson, 1855
- Phylloceras frondosum Reynes, 1868
- Phylloceras hebertinum Reynes, 1868
- Phylloceras heterophyllum Sowerby, 1820
  - Phylloceras heterophyllum plicatum Joly, 1975
- Phylloceras isotypum Benecke, 1866
- Phylloceras kundernatshi Hauer, 1852
- Phylloceras kunthi Neumayr, 1871
- Phylloceras loczi Suess, 1865
- Phylloceras meneghinii Gemmellaro, 1874
- Phylloceras mesophanes Fontannes, 1875
- Phylloceras micipsa Coquand, 1880
- Phylloceras occiduale Canavari, 1882
- Phylloceras onoense Stanton, 1895 Typusfossil
- Phylloceras perplanum Prinz, 1904
- Phylloceras persanense Herbich, 1878
- Phylloceras plicatum Neumayr, 1871
- Phylloceras praeposterium Fontannes, 1876
- Phylloceras psilomorphum Neumayr, 1879
- Phylloceras ptychosoma Bennecke, 1866
- Phylloceras ramosum Suess, 1865
- Phylloceras rousseli Suess, 1865
- Phylloceras rouyanum d’Orbigny, 1840
- Phylloceras saxonicum Neumayr, 1871
- Phylloceras semistriatum d’Orbigny, 1840
- Phylloceras semisulcatum d’Orbigny, 1842
- Phylloceras serum Oppel, 1865
- Phylloceras sp.
- Phylloceras supraliasicum Pompeckj, 1893
- Phylloceras triasicum Vadász, 1910
- Phylloceras trifoliatum Neumayr, 1871
- Phylloceras velaini Meunier-Chalmas in Haug, 1891
- Phylloceras velledae Michelin, 1834
- Phylloceras xeinus Buckman, 1921

Schwestergattungen sind  Adabofoloceras, Calaiceras, Carinophylloceras, Hantkeniceras, Holcophylloceras, Hypophylloceras, Lepeniceras, Macrophylloceras, Neophylloceras, Partschiceras, Phyllopachyceras, Ptychophylloceras und Zetoceras.
Untergattungen sind Geyeroceras, Goretophylloceras, Hypophylloceras und Phyllopachyceras.

## Beschreibung
Phragmokone der Gattung Phylloceras haben einen durchschnittlichen Durchmesser (D) von 8 bis 10 Zentimeter, nur selten werden bis zu 20 Zentimeter erreicht. Diese primitiven Ammoniten sind involut und seitlich zusammengedrückt. Ornamente sind so gut wie nicht vorhanden, die Schale ist daher praktisch glatt. Die einfachen Anwachslinien sind kaum zu erkennen. Die enorm gewundenen Lobenlinien sind für die Gattung charakteristisch. In gewisser Weise erinnern sie in ihrer Form an Blätter, was den Namen der Gattung erklärt.
Im Gegensatz zu anderen Neoammoniten ist der Dimorphismus bei der Gattung Phylloceras nur recht dürftig ausgeprägt.

## Lebensweise
Die Individuen der Gattung Phyloceras waren schnellschwimmende marine Karnivoren, die zahlreiche Environments bevölkerten, darunter das offene, seichte Subtidal, aber auch das tiefere Subtidal (mit vorwiegend kalkabscheidenden Becken) sowie den Schelfabhang. Nur selten wurden sie in Strandnähe oder im Tiefwasserbereich angetroffen und auch nur selten in siliziklastischen Becken, in Biohermen oder in submarinen Fächern.

## Phylogenese
Generell wird vermutet, dass sich um 201,5 Millionen Jahren kurz vor Ende der Trias die Gattung Psiloceras im  obersten Rhätium von den Phyllocerataceae abgetrennt hatte.  Beide Taxa überlebten das Artensterben an der Trias-Jura-Grenze. und breiteten sich anschließend in frei gewordene Biotope aus. Jean Guex hatte diese vorherrschende Meinung 1980 noch etwas differenziert, da sich für ihn die Phylloceratidae zusammen mit den  Juraphyllitidae am Ende des Rhäts aus den Ussuritidae entwickelt hatten. Aus den Ussuritidae, die dem Artensterben zum Opfer fielen, war kurz zuvor noch die Gattung Psiloceras hervorgegangen. Laut dieser Sichtweise hat sich Psiloceras somit unabhängig von Phylloceras entwickelt.

## Zeitliches Auftreten
Erste Taxa der Gattung Phylloceras sind bereits aus der Trias bekannt. Phylloceras war eine der sehr seltenen Ammonitengattungen, die das Massensterben an der Trias-Jura-Grenze überlebten. Die Radiation zu Beginn des Hettangiums dürfte sodann aus ihr heraus erfolgt sein. Die Gattung erlosch erst an der Kreide-Paläogen-Grenze.

## Vorkommen
Älteste Funde der  Gattung Phylloceras gehen bis in die Trias zurück, so in Ungarn in der Csövar-Formation des Karniums. Im Jura und in der Kreide erlangte die Gattung praktisch eine weltweite Verbreitung, Fossilienfunde dieser Periode stammen selbst aus der Antarktis.
In Deutschland liegen Fundstätten der Gattung Phylloceras in den Jurensismergeln des Toarciums bei Bayreuth in Oberfranken. In Nordrhein-Westfalen ist die Ahlen-Formation des oberen Campaniums bei Beckum anzuführen. Im Alpenbereich sind Funde im Campan bei Bad Tölz gemacht worden. Die Untergattung Hypophylloceras wurde im oberen Turonium bei Halle und bei Rheine in Nordrhein-Westfalen entdeckt.
In Österreich tritt die Gattung Phylloceras im Zlambachgraben bei Bad Goisern in Oberösterreich in der Schnöll-Formation bei Adnet im Land Salzburg sowie in den Lienzer Dolomiten in Tirol auf.